# Schoenocaulon tenue
Schoenocaulon tenue är en nysrotsväxtart som beskrevs av Brinker. Schoenocaulon tenue ingår i släktet Schoenocaulon och familjen nysrotsväxter. Inga underarter finns listade.